# لوتوس الترا
لوتوس الترا (به انگلیسی: Lotus Eletre) یک شاسی‌بلند کراس‌اوور لوکس با باتری با کارایی بالا است که توسط سازنده خودروهای اسپورت بریتانیایی لوتوس کارز تولید می‌شود. این خودرو در ۲۹ مارس ۲۰۲۲ به‌عنوان اولین اس‌یووی تولیدی این شرکت و اولین خودروی تولید شده در چین معرفی شد.